# Биолог (стадион)
«Биолог» — футбольный стадион, расположенный в посёлке Прогресс Краснодарского края. Вмещает 2300 зрителей, являясь домашней ареной для российской команды «Биолог-Новокубанск», выступающей во Втором дивизионе ФНЛ.

## История арены
Официально стадион был открыт в 1995 году. Арена построена таким образом, что со всех сторон её окружают леса, болота и вспаханные поля.
Общая вместимость арены в 2300 человек позволяет разместить на домашних матчах клуба практически все население посёлка, однако также на игры «Биолога» приезжают зрители из Новокубанского района и Армавира. 
На стадионе отсутствуют беговые дорожки, благодаря чему болельщики имеют возможность наблюдать за игрой, находясь в непосредственной близости от поля.
Летом 2016 года над одной из четырёх трибун стадиона была возведена крыша. Руководство клуба также планирует в ближайшем будущем оснастить арену искусственным освещением, чтобы в жаркое время года была возможность назначать матчи на поздневечернее время.
Помимо футбольных встреч, на стадионе проходят концерты, в частности, в 2016 году на «Биологе» выступил Олег Газманов.